# Макаров, Сергей Валерьевич (волейболист)
Сергей Валерьевич Макаров (род. 28 марта 1980, Москва) — российский волейболист, связующий, чемпион Европы, мастер спорта международного класса (2013).

## Биография
Сергей Макаров является выпускником Центра образования «Олимп», первым тренером спортсмена был Виталий Юрьевич Енюшин.
В 1996 году начал выступления в столичном клубе МГФСО, с которым прошёл путь от первой лиги до Суперлиги чемпионата России. В сезоне-2001/02 в год дебюта в Суперлиге созданной на базе МГФСО команды «Динамо» стал бронзовым призёром чемпионата страны.
Вскоре после этого попал в автокатастрофу, едва не поставившую крест на его спортивной карьере. Пропустив почти два года, Сергей нашёл в себе силы вернуться в волейбол — в 2004 году он стал игроком «Искры», из которой впервые был вызван в сборную России.
Первый матч за сборную Сергей Макаров провёл 4 июня 2005 года в Таллине — это была игра Евролиги против сборной Эстонии, завершившаяся победой россиян со счётом 3:2. В 2005 году Макаров стал чемпионом Евролиги и вошёл в заявку сборной России на чемпионат Европы в Риме и Белграде. Игра связующего российской команды на европейском первенстве была удостоена высоких оценок; в пятой партии полуфинального матча на его подачах сборной России удалось выиграть матч у Испании, проигрывая со счётом 9:13, а в финале он вышел в стартовом составе сборной, уступившей в равной борьбе титул чемпионов Европы команде Италии.
Осенью того же года Макаров подписал новый контракт с московским «Динамо», стал капитаном столичного клуба и весной 2006 года выиграл звание чемпиона России. В 2006 году играл за сборную России в матчах интерконтинентального раунда Мировой лиги и на чемпионате мира в Японии.
В 2007 году Сергей Макаров перешёл в новосибирский «Локомотив», где провёл два сезона, затем в течение двух лет играл в подмосковной «Искре». В 2010 году после долгого перерыва вернулся в состав национальной сборной, с которой он стал серебряным призёром Мировой лиги. Стабильная игра Сергея позволила ему войти в заявку сборной на чемпионат мира, причём на этом турнире он выполнял функции капитана российской команды. В 2011 году в составе сборной завоевал Кубок мира.
В сезоне-2012/13, выступая за «Белогорье», Сергей Макаров выиграл Кубок и чемпионат России. Летом 2013 года перешёл в кемеровский «Кузбасс», снова был вызван в сборную страны, на протяжении двух сезонов был её капитаном, выиграл Мировую лигу и чемпионат Европы. В общей сложности за национальную команду Сергей Макаров сыграл 81 матч.
С ноября 2018 года выступал за сургутскую «Газпром-Югру», по завершении сезона-2018/19 перешёл в уфимский «Урал», а в феврале 2020 года стал игроком сосновоборского «Динамо-ЛО».

## Достижения

### Со сборной России
- Чемпион Европы (2013), серебряный призёр чемпионата Европы (2005).
- Победитель Евролиги (2005).
- Победитель Мировой лиги (2013), серебряный призёр Мировой лиги (2010).
- Обладатель Кубка мира (2011).
- Серебряный призёр Всемирного Кубка чемпионов (2013).

### С молодёжной сборной России
- Чемпион мира (1999).

### С клубами
- Чемпион России (2005/06, 2012/13), серебряный (2006/07) и бронзовый (2001/02) призёр чемпионатов России.
- Обладатель Кубка России (2006, 2012), серебряный (2017) и бронзовый (2004) призёр Кубка России.
- Бронзовый призёр Лиги чемпионов (2006/07), финалист Кубка CEV (2009/10).

### Личные
- Участник Матчей звёзд России (2005, февраль 2014, декабрь 2014).